# Вольфсон, Илья Владимирович
Илья Владимирович Вольфсон (30 июля 1913 года, Российская империя — 5 мая 1982 года, Рефтинский, Свердловская область, РСФСР, СССР) — советский инженер-строитель, Герой Социалистического Труда (1981).

## Биография
Родился 30 июля 1913 года.
Трудовую деятельность начал электромонтером монтажного управления треста «Грознефть» в 1930 году.
В 1938 году закончил Ленинградский политехнический институт. После окончания института был направлен в Минэнерго. Работал инженером, начальником Управления строительства, руководил строительством Кировской ТЭЦ, Яйвинской и Рефтинской ГРЭС.
Скончался 5 мая 1982 года. Похоронен на городском кладбище Рефтинского.
Именем Вольфсона названа улица в Рефтинском.

## Награды
Илья Владимирович за свои трудовые и боевые достижения неоднократно награждался:
- орден Отечественной войны II степени;
- медаль «За оборону Советского Заполярья»;
- медаль «За трудовое отличие»;
- медаль «За трудовую доблесть»;
- орден «Знак Почёта»;
- 24.06.1981 — звание Герой Социалистического Труда с золотой медалью Серп и Молот и орден Ленина «за большой вклад в сооружении Рефтинской ГРЭС»;
- орден Трудового Красного Знамени;
- звание «Заслуженный строитель РСФСР»;
- 1999 — звание «Почётный гражданин посёлка Рефтинский».